# ザ・シー・ウィズイン
ザ・シー・ウィズイン (The Sea Within)は、スウェーデンのギタリスト兼シンガーソングライターのロイネ・ストルト、ベーシストのヨナス・レインゴールド、ギタリストのダニエル・ギルデンロウ、ドイツのドラマーであるマルコ・ミンネマン、アメリカのキーボード奏者であるトム・ブリスリンによって、2017年に結成された国際的なロック・スーパーグループである。セルフ・タイトルのデビュー・アルバムは、2018年6月22日にリリースされた。

## 略歴
バンドの結成は2017年12月に初めて発表された。ドイツに拠点を置く独立系レコード・レーベル「インサイド・アウト・ミュージック」が、強力なソングライターと新しいバンドを結成するというアイデアを、ストルトに最初に提案したことがきっかけとなり、ストルトが人選した。彼らの発表の時までに、彼らのデビュー・アルバムは完成に近づいていた。グループはロンドン北部の地に集合し、リヴィングストン・スタジオ (Livingston Studios)にて録音を行った。これが、5人が初めて同じ部屋に揃ったときでもあった。ストルトはこのようなリスクが音楽に影響を与えることを認識していたが、2時間にわたる音楽がまとめて産み出され録音された後、この経験は成功を導き出し生産的なものへと変わったのだった。ストルトは、その方向性の中には、ポップスや映画音楽と組み合わせた、プログレッシブ・ロックやアート・ロックの要素が含まれていると述べた。このアルバムは、2018年6月22日にインサイド・アウト・レコードからリリースされる予定となり、2018年7月14日にドイツのローレライで開催される「Night of the Prog XIIIフェスティバル」でのデビュー・ライブがサポートされた。
彼らのセルフ・タイトルのデビュー・アルバムは、予定通り2018年6月22日にリリースされた。ドリーム・シアターのキーボーディストのジョーダン・ルーデス、ボーカリストとしてジョン・アンダーソンとフライング・カラーズのケイシー・マクファーソン、サックス奏者のロブ・タウンゼントがゲスト参加している。

## バンド・メンバー
- ロイネ・ストルト (Roine Stolt) - ギター、ボーカル、キーボード
- ヨナス・レインゴールド (Jonas Reingold) - ベース
- マルコ・ミンネマン (Marco Minnemann) - ドラム、パーカッション、ボーカル、ギター
- トム・ブリスリン (Tom Brislin) - キーボード、ボーカル
- ダニエル・ギルデンロウ (Daniel Gildenlöw) - ボーカル、ギター

ツアー・ミュージシャン
- ケイシー・マクファーソン (Casey McPherson) - ボーカル、ギター[6]
- ピート・トレワヴァス (Pete Trewavas) - ベース、ボーカル (1公演でゲスト参加)

## ディスコグラフィ

### スタジオ・アルバム
- 『ザ・シー・ウィズイン』 - The Sea Within (2018年)